# Liste der Flughäfen und Flugplätze in Mexiko
Die Liste der Flughäfen und Flugplätze in Mexiko zeigt die Flughäfen und Flugplätze von Mexiko, geordnet nach Orten.

Karte der Provinzen Mexikos

## Flughäfen und Flugplätze
| Ort                        | Provinz              | ICAO-Code | IATA-Code | Name des Flughafens                                                         | Koordinaten                   |
| -------------------------- | -------------------- | --------- | --------- | --------------------------------------------------------------------------- | ----------------------------- |
| Acapulco                   | Guerrero             | MMAA      | ACA       | Flughafen Acapulco                                                          | 16° 45′ 21″ N, 99° 45′ 5″ W   |
| Aguascalientes             | Aguascalientes       | MMAS      | AGU       | Flughafen Aguascalientes                                                    | 21° 42′ 20″ N, 102° 19′ 4″ W  |
| Agualeguas                 | Nuevo León           | MMAL      |           | Flughafen Agualeguas                                                        | 26° 20′ 2″ N, 99° 32′ 32″ W   |
| Álamos                     | Sonora               |           | XAL       | Flughafen Álamos                                                            | 27° 2′ 8″ N, 108° 56′ 52″ W   |
| Apatzingán                 | Michoacán            | MMAG      | AZG       | Flughafen Apatzingán                                                        | 19° 5′ 36″ N, 102° 23′ 36″ W  |
| Atizapán de Zaragoza       | México (Bundesstaat) | MMJC      | JJC       | Flughafen Atizapán de Zaragoza                                              | 19° 34′ 29″ N, 99° 17′ 20″ W  |
| Cabo San Lucas             | Baja California Sur  | MMSL      |           | Flughafen Cabo San Lucas International                                      | 22° 56′ 51″ N, 109° 56′ 13″ W |
| Campeche                   | Campeche             | MMCP      | CPE       | Flughafen Campeche                                                          | 19° 49′ 0″ N, 90° 30′ 1″ W    |
| Cananea                    | Sonora               | MMCA      | CNA       | Flughafen Cananea                                                           | 31,0662° N, 110,0979° W       |
| Cancún                     | Quintana Roo         | MMUN      | CUN       | Flughafen Cancún                                                            | 21° 2′ 12″ N, 86° 52′ 37″ W   |
| Isla de Cedros             | Baja California      | MMCD      |           | Flughafen Isla de Cedros                                                    | 28° 2′ 15″ N, 115° 11′ 22″ W  |
| Celaya                     | Guanajuato           | MMCY      | CYW       | Flughafen Guanajuato                                                        | 20° 32′ 45″ N, 100° 53′ 11″ W |
| Chetumal                   | Quintana Roo         | MMCM      | CTM       | Flughafen Chetumal                                                          | 18° 30′ 16″ N, 88° 19′ 36″ W  |
| Chichén Itzá               | Yucatán              | MMCT      | CZA       | Flughafen Chichén Itzá                                                      | 20° 38′ 29″ N, 88° 26′ 46″ W  |
| Chihuahua                  | Chihuahua            | MMCU      | CUU       | Flughafen Chihuahua                                                         | 28° 42′ 10″ N, 105° 57′ 42″ W |
| Chilpancingo               | Guerrero             | MMCH      |           | Flughafen Chilpancingo                                                      | 17° 34′ 26″ N, 99° 30′ 52″ W  |
| Ciudad Acuña               | Coahuila             | MMCC      | ACN       | Flughafen Ciudad Acuña International                                        | 29° 20′ 2″ N, 101° 6′ 3″ W    |
| Ciudad Altamirano          | Guerrero             |           |           | Flughafen Santa Barbara Regional                                            | 18° 19′ 4″ N, 100° 38′ 0″ W   |
| Ciudad Constitución        | Baja California Sur  | MMDA      | CUA       | Flughafen Ciudad Constitución                                               | 25° 3′ 14″ N, 111° 36′ 54″ W  |
| Ciudad del Carmen          | Campeche             | MMCE      | CME       | Flughafen Ciudad del Carmen                                                 | 18° 39′ 13″ N, 91° 47′ 56″ W  |
| Ciudad Mante               | Tamaulipas           | MMDM      | MMC       | Flughafen Ciudad Mante                                                      | 22° 44′ 25″ N, 99° 1′ 5″ W    |
| Ciudad Juárez              | Chihuahua            | MMCS      | CJS       | Flughafen Ciudad Juárez (Abraham González International Airport)            | 31° 38′ 11″ N, 106° 25′ 43″ W |
| Ciudad Obregón             | Sonora               | MMCN      | CEN       | Flughafen Ciudad Obregón                                                    | 27° 23′ 33″ N, 109° 49′ 59″ W |
| Ciudad Victoria            | Tamaulipas           | MMCV      | CVM       | Flughafen Ciudad Victoria                                                   | 23° 42′ 14″ N, 98° 57′ 23″ W  |
| Colima                     | Colima               | MMIA      | CLQ       | Flughafen Colima (Lic. Miguel de la Madrid Airport)                         | 19° 16′ 37″ N, 103° 34′ 38″ W |
| Comitán                    | Chiapas              | MMCO      | CJT       | Copalar Air Force Base Num 17                                               | 16° 10′ 36″ N, 92° 3′ 2″ W    |
| Cozumel                    | Quintana Roo         | MMCZ      | CZM       | Flughafen Cozumel                                                           | 20° 30′ 54″ N, 86° 55′ 44″ W  |
| Cuernavaca                 | Morelos              | MMCB      | CVJ       | Flughafen Cuernavaca                                                        | 18° 50′ 6″ N, 99° 15′ 43″ W   |
| Culiacán                   | Sinaloa              | MMCL      | CUL       | Flughafen Culiacán (Federal de Bachigualato International Airport)          | 24° 45′ 52″ N, 107° 28′ 28″ W |
| Cuajinicuilapa             | Guerrero             |           |           | Flughafen Ta Lo De Soto                                                     | 16,4634° N, 98,3935° W        |
| Durango                    | Durango              | MMDO      | DGO       | Flughafen Durango                                                           | 24° 7′ 27″ N, 104° 31′ 53″ W  |
| Ensenada                   | Baja California      | MMES      | ESE       | El Ciprés Air Force Base Num 3                                              | 31° 47′ 43″ N, 116° 36′ 9″ W  |
| Guadalajara                | Jalisco              | MMGL      | GDL       | Flughafen Guadalajara (Don Miguel Hidalgo y Costilla International Airport) | 20° 31′ 18″ N, 103° 18′ 40″ W |
| Guadalupe (Insel)          | Baja California      | MMGD      |           | Flughafen Isla Guadalupe                                                    | 29° 1′ 22″ N, 118° 16′ 24″ W  |
| Guasave                    | Sinaloa              |           |           | Flughafen Campo Cuatro Milpas                                               | 25° 39′ 8″ N, 108° 32′ 17″ W  |
| Guaymas                    | Sonora               | MMGM      | GYM       | Flughafen Guaymas                                                           | 27° 58′ 8″ N, 110° 55′ 30″ W  |
| Guerrero Negro             | Baja California Sur  | MMGR      | GUB       | Flughafen Guerrero Negro                                                    | 28° 1′ 33″ N, 114° 1′ 26″ W   |
| Hermosillo                 | Sonora               | MMHO      | HMO       | Flughafen Hermosillo                                                        | 29° 5′ 45″ N, 111° 2′ 52″ W   |
| Huatulco                   | Oaxaca               | MMBT      | HUX       | Flughafen Huatulco (Bahías de Huatulco International Airport)               | 15° 46′ 31″ N, 96° 15′ 45″ W  |
| Isla María Madre           | Nayarit              |           |           | Isla María Madre Naval Air Station                                          | 21,6503° N, 106,5389° W       |
| Isla Mujeres               | Quintana Roo         | MMIM      | ISJ       | Flughafen Isla Mujeres                                                      | DMC                           |
| Ixtapa-Zihuatanejo         | Guerrero             | MMZH      | ZIH       | Flughafen Ixtapa-Zihuatanejo                                                | 17° 36′ 5″ N, 101° 27′ 37″ W  |
| Ixtepec                    | Oaxaca               | MMIT      | IZT       | Flughafen Ixtepec                                                           | 16° 26′ 44″ N, 95° 5′ 35″ W   |
| La Paz                     | Baja California Sur  | MMLP      | LAP       | Flughafen La Paz (Manuel Márquez de León International Airport)             | 24° 4′ 21″ N, 110° 21′ 44″ W  |
| Lagos de Moreno            | Jalisco              |           | LOM       | Flughafen Lagos de Moreno                                                   | 21° 15′ 33″ N, 101° 56′ 37″ W |
| Lázaro Cárdenas            | Michoacán            | MMLC      | LZC       | Flughafen Ciudad Lázaro Cárdenas                                            | 18° 0′ 6″ N, 102° 13′ 13″ W   |
| León                       | Guanajuato           | MMLO      | BJX       | Flughafen Guanajuato (Del Bajío International Airport)                      | 20° 59′ 36″ N, 101° 28′ 51″ W |
| Loreto                     | Baja California Sur  | MMLT      | LTO       | Flughafen Loreto                                                            | 25° 59′ 21″ N, 111° 20′ 54″ W |
| Los Cabos                  | Baja California Sur  | MMSD      | SJD       | Flughafen Los Cabos                                                         | 23° 9′ 6″ N, 109° 43′ 15″ W   |
| Los Mochis                 | Sinaloa              | MMLM      | LMM       | Flughafen Los Mochis (Federal del Valle del Fuerte International Airport)   | 25° 41′ 6″ N, 109° 4′ 50″ W   |
| Manzanillo                 | Colima               | MMZO      | ZLO       | Flughafen Manzanillo (Playa de Oro International Airport)                   | 19° 8′ 41″ N, 104° 33′ 31″ W  |
| Matamoros                  | Tamaulipas           | MMMA      | MAM       | Flughafen Matamoros                                                         | 25° 46′ 12″ N, 97° 31′ 31″ W  |
| Matehuala                  | San Luis Potosí      |           |           | Flughafen Matehuala                                                         | 23° 40′ 38″ N, 100° 37′ 21″ W |
| Mazatlán                   | Sinaloa              | MMMZ      | MZT       | Flughafen Mazatlán                                                          | 23° 9′ 41″ N, 106° 15′ 58″ W  |
| Mérida                     | Yucatán              | MMMD      | MID       | Flughafen Mérida (Manuel Crescencio Rejón International Airport)            | 20° 56′ 13″ N, 89° 39′ 28″ W  |
| Mexicali                   | Baja California      | MMML      | MXL       | Flughafen Mexicali                                                          | 32° 37′ 50″ N, 115° 14′ 29″ W |
| Mexico City                | Mexico City          | MMMX      | MEX       | Flughafen Mexiko-Stadt (Aeropuerto Internacional Benito Juárez)             | 19° 26′ 10″ N, 99° 4′ 19″ W   |
| Greater Mexico City        | México (Bundesstaat) | MMSM      | NLU       | Flughafen Felipe Ángeles                                                    | 19° 45′ 24″ N, 99° 0′ 55″ W   |
| Minatitlán                 | Veracruz             | MMMT      | MTT       | Flughafen Minatitlán                                                        | 18° 6′ 13″ N, 94° 34′ 51″ W   |
| Monclova                   | Coahuila             | MMMV      | LOV       | Flughafen Monclova (Venustiano Carranza International Airport)              | 26° 57′ 21″ N, 101° 28′ 12″ W |
| Monterrey                  | Nuevo León           | MMMY      | MTY       | Flughafen Monterrey (General Mariano Escobedo International Airport)        | 25° 46′ 42″ N, 100° 6′ 23″ W  |
| Monterrey                  | Nuevo León           | MMAN      | NTR       | Flughafen Del Norte International                                           | 25° 51′ 56″ N, 100° 14′ 17″ W |
| Morelia                    | Michoacán            | MMMM      | MLM       | Flughafen Morelia (General Francisco J. Mujica International Airport)       | 19° 51′ 0″ N, 101° 1′ 32″ W   |
| Mulegé                     | Baja California Sur  | MMMG      | MUG       | Flugplatz Mulegé                                                            | 26° 54′ 21″ N, 111° 58′ 14″ W |
| Navojoa                    | Sonora               | MMNV      | NVJ       | Flughafen Navojoa                                                           | 26° 59′ 25″ N, 109° 24′ 58″ W |
| Nogales                    | Sonora               | MMNG      | NOG       | Flughafen Nogales (Nogales International Airport)                           | 31° 13′ 34″ N, 110° 58′ 33″ W |
| Nuevo Casas Grandes        | Chihuahua            | MMCG      | NCG       | Flughafen Nuevo Casas Grandes                                               | 30° 23′ 51″ N, 107° 52′ 30″ W |
| Nuevo Laredo               | Tamaulipas           | MMNL      | NLD       | Flughafen Nuevo Laredo (Quetzalcóatl International Airport)                 | 27° 26′ 38″ N, 99° 34′ 14″ W  |
| Oaxaca                     | Oaxaca               | MMOX      | OAX       | Flughafen Oaxaca-Xoxocotlán (Xoxocotlán International Airport)              | 17° 0′ 0″ N, 96° 43′ 36″ W    |
| Pachuca de Soto            | Hidalgo              | MMPC      |           | Flughafen Pachuca (Ingeniero Juan Guillermo Villasana National Airport)     | 20° 4′ 38″ N, 98° 46′ 58″ W   |
| Palenque                   | Chiapas              | MMPQ      | PQM       | Flughafen Palenque                                                          | 17° 32′ 6″ N, 92° 0′ 54″ W    |
| Pie de la Cuesta           | Guerrero             | MMPD      |           | León Gonzalez Pie de la Cuesta Air Force Base Num 7                         | 16° 54′ 37″ N, 99° 59′ 19″ W  |
| Piedras Negras             | Coahuila             | MMPG      | PDS       | Flughafen Piedras Negras                                                    | 28° 37′ 39″ N, 100° 32′ 7″ W  |
| Playa del Carmen           | Quintana Roo         |           | PCM       | Flughafen Playa del Carmen                                                  | 20,6228° N, 87,0823° W        |
| Poza Rica                  | Veracruz             | MMPA      | PAZ       | Flughafen Poza Rica (El Tajín National Airport)                             | 20° 36′ 9″ N, 97° 27′ 39″ W   |
| Puebla                     | Puebla               | MMPB      | PBC       | Flughafen Puebla (Hermanos Serdán International Airport)                    | 19° 9′ 29″ N, 98° 22′ 17″ W   |
| Puerto Escondido           | Oaxaca               | MMPS      | PXM       | Flughafen Puerto Escondido                                                  | 15° 52′ 36″ N, 97° 5′ 20″ W   |
| Puerto Peñasco             | Sonora               | MMPE      | PPE       | Flughafen Puerto Peñasco International                                      | 31° 21′ 7″ N, 113° 18′ 20″ W  |
| Puerto Vallarta            | Jalisco              | MMPR      | PVR       | Flughafen Puerto Vallarta (Lic. Gustavo Díaz Ordaz International Airport)   | 20° 40′ 48″ N, 105° 15′ 15″ W |
| Querétaro                  | Querétaro            | MMQT      | QRO       | Flughafen Querétaro                                                         | 20° 37′ 2″ N, 100° 11′ 8″ W   |
| Querétaro                  | Querétaro            |           |           | Flughafen Santiago de Querétaro (geschlossen)                               | 20° 37′ 28″ N, 100° 22′ 7″ W  |
| Reynosa                    | Tamaulipas           | MMRX      | REX       | Flughafen Reynosa (General Lucio Blanco International Airport)              | 26° 0′ 32″ N, 98° 13′ 42″ W   |
| Salina Cruz                | Oaxaca               | MMSZ      | SCX       | Salina Cruz Naval Air Station                                               | 16° 12′ 45″ N, 95° 12′ 5″ W   |
| Saltillo                   | Coahuila             | MMIO      | SLW       | Flughafen Saltillo (Plan de Guadalupe International Airport)                | 25° 32′ 58″ N, 100° 55′ 43″ W |
| San Cristóbal de las Casas | Chiapas              | MMSC      | SZT       | Flughafen San Cristóbal de las Casas (geschlossen)                          | 16° 41′ 24″ N, 92° 31′ 48″ W  |
| San Felipe                 | Baja California      | MMSF      | SFH       | Flughafen San Felipe International                                          | 30° 55′ 49″ N, 114° 48′ 59″ W |
| San Luis Potosí            | San Luis Potosí      | MMSP      | SLP       | Flughafen San Luis Potosí (San Luis Potosí International Airport)           | 22° 15′ 16″ N, 100° 55′ 51″ W |
| San Luis Río Colorado      | Sonora               |           | UAC       | Flughafen San Luis Río Colorado                                             | 32° 26′ 43″ N, 114° 47′ 52″ W |
| Santa Rosalía              | Baja California Sur  |           |           | Flughafen Palo Verde                                                        | 27° 5′ 35″ N, 112° 5′ 56″ W   |
| Tampico                    | Tamaulipas           | MMTM      | TAM       | Flughafen Tampico (General Francisco Javier Mina International Airport)     | 22° 17′ 47″ N, 97° 51′ 57″ W  |
| Tamuín                     | San Luis Potosí      | MMTN      | TSL       | Flughafen Tamuín                                                            | 22° 2′ 41″ N, 98° 48′ 20″ W   |
| Tapachula                  | Chiapas              | MMTP      | TAP       | Flughafen Tapachula                                                         | 14° 47′ 40″ N, 92° 22′ 12″ W  |
| Teacapan                   | Sinaloa              |           |           | Teacapan Naval Air Station                                                  | 22,5367° N, 105,7169° W       |
| Tehuacán                   | Puebla               | MMHC      | TCN       | Flughafen Tehuacán                                                          | 18° 29′ 49″ N, 97° 25′ 11″ W  |
| Tepic                      | Nayarit              | MMEP      | TPQ       | Flughafen Tepic (Amado Nervo National Airport)                              | 18° 29′ 49″ N, 104° 50′ 33″ W |
| Tijuana                    | Baja California      | MMTJ      | TIJ       | Flughafen Tijuana (General Abelardo L. Rodríguez International Airport)     | 32° 32′ 27″ N, 116° 58′ 12″ W |
| Tizimín                    | Yucatán              |           | TZM       | Flughafen Cupul National                                                    | 21° 9′ 19″ N, 88° 10′ 20″ W   |
| Toluca de Lerdo            | México               | MMTO      | TLC       | Flughafen Toluca (Lic. Adolfo López Mateos International Airport)           | 19° 20′ 13″ N, 99° 33′ 57″ W  |
| Torreón                    | Coahuila             | MMTC      | TRC       | Flughafen Torreón (Francisco Sarabia International Airport)                 | 25° 34′ 5″ N, 103° 24′ 38″ W  |
| Tulum                      | Quintana Roo         | MMTU      | TUY       | Tulum Naval Air Station                                                     | 20° 13′ 38″ N, 87° 26′ 17″ W  |
| Tulum                      | Quintana Roo         | MMTL      | TQO       | Flughafen Tulum                                                             | 20° 10′ 0″ N, 87° 39′ 34″ W   |
| Tuxpan                     | Jalisco              | MMTX      |           | Flughafen Zapotiltic                                                        | 19° 35′ 54″ N, 103° 22′ 20″ W |
| Tuxtla Gutiérrez           | Chiapas              | MMTG      | TGZ       | Flughafen Tuxtla Gutiérrez (Angel Albino Corzo International Airport)       | 16° 33′ 49″ N, 93° 1′ 21″ W   |
| Tuxtla Gutiérrez           | Chiapas              | MMTB      | TGM       | Flughafen Francisco Sarabia                                                 | 16° 44′ 23″ N, 93° 10′ 23″ W  |
| Uruapan                    | Michoacán            | MMPN      | UPN       | Flughafen Uruapan                                                           | 19° 23′ 48″ N, 102° 2′ 21″ W  |
| Veracruz                   | Veracruz             | MMVR      | VER       | Flughafen Veracruz (General Heriberto Jara International Airport)           | 19° 8′ 45″ N, 96° 11′ 14″ W   |
| Villahermosa               | Tabasco              | MMVA      | VSA       | Flughafen Villahermosa (Carlos Rovirosa Pérez International Airport)        | 17° 59′ 42″ N, 92° 49′ 2″ W   |
| Xalapa                     | Veracruz             | MMJA      | JAL       | Flughafen El Lencero                                                        | 19° 28′ 30″ N, 96° 47′ 51″ W  |
| Zacatecas                  | Zacatecas            | MMZC      | ZCL       | Flughafen Zacatecas (General Leobardo C. Ruiz International Airport)        | 22° 53′ 50″ N, 102° 41′ 13″ W |
| Zamora                     | Michoacán            | MMZM      | ZMM       | Flughafen Zamora                                                            | 19° 58′ 59″ N, 102° 16′ 0″ W  |
| Zapopan                    | Jalisco              | MMZP      |           | Zapopan Air Force Base Num 5                                                | 20° 44′ 0″ N, 103° 27′ 32″ W  |